# Indische Badmintonmeisterschaft 2015/16
Die Indische Badmintonmeisterschaft der Saison 2015/16 fand vom 7. bis zum 10. April 2016 in Chandigarh statt. Es war die 80. Austragung der nationalen Titelkämpfe im Badminton in Indien.	

## Medaillengewinner
| Disziplin    | Gold                          | Silber                       | Bronze                                 |
| ------------ | ----------------------------- | ---------------------------- | -------------------------------------- |
| Herreneinzel | Sameer Verma                  | Sourabh Varma                | Shreyansh Jaiswal                      |
| Herreneinzel | Sameer Verma                  | Sourabh Varma                | R. M. V. Gurusaidutt                   |
| Dameneinzel  | P. C. Thulasi                 | Tanvi Lad                    | Ruthvika Shivani                       |
| Dameneinzel  | P. C. Thulasi                 | Tanvi Lad                    | Rasika Raje                            |
| Herrendoppel | Pranav Chopra Akshay Dewalkar | Alwin Francis Tarun Kona     | Jishnu Sanyal Shivam Sharma            |
| Herrendoppel | Pranav Chopra Akshay Dewalkar | Alwin Francis Tarun Kona     | Krishna Prasad Satwiksairaj Rankireddy |
| Damendoppel  | Pradnya Gadre Siki Reddy      | Aparna Balan Prajakta Sawant | Poorvisha Ram Arathi Sara Sunil        |
| Damendoppel  | Pradnya Gadre Siki Reddy      | Aparna Balan Prajakta Sawant | J. Meghana Maneesha Kukkapalli         |
| Mixed        | Arun Vishnu Aparna Balan      | Pranav Chopra Siki Reddy     | K. Nandagopal Nikoletta Bukoviczki     |
| Mixed        | Arun Vishnu Aparna Balan      | Pranav Chopra Siki Reddy     | Uladzimir Varantsou Krestina Silich    |